# 山脇唯
山脇 唯（やまわき ゆい、1981年8月3日 - ）は、日本の女優、映像作家、脚本家。
栃木県宇都宮市出身、東京都在住。妹はシンガーソングライターのやまはき玲。

## 略歴
- 栃木県立宇都宮女子高等学校卒業、早稲田大学文学部中退[1][2]。
- 2002年 ★☆北区つかこうへい劇団に10期生として入団し、翌年退団。
- 2004年 第16回公演『インテル入ってない』からヨーロッパ企画に参加。
- 2012年 活動の拠点を東京に移す。
- 同年、ポンポコパーティクラブ（P.P.C.）を発足。以降、不定期でマーケット（Ponpoco Party Club Market!!）を開催[3]。
- 2013年 フリーでの活動を開始[4]。
- 2016年10月 LOFT PROJECTのページ「Rooftop」にて、写真家のPANORAMA FAMILYと対談企画「2SEE MORE」の連載を開始[5]。
- 2021年9月 Spotifyにて、「朗読と音楽の島」の配信を開始[6]。
- 俳優業のみならず、脚本の執筆やライティング、ラジオCMの出演やナレーションなど、活動は多岐にわたる。

## 出演

### 舞台
ヨーロッパ企画本公演を除く
- jam（グリング、2003年、下北沢ザ・スズナリ）
- わるくち草原の見張り塔（ロハ下ル、2009年9月3日 - 8日、青山円形劇場）
- 露出狂（柿喰う客、2010年5月19日 - 31日 ／6月4日 - 8日、王子小劇場／精華小劇場）
- 芝浦ブラウザー（2011年4月2日 - 19日／22日 - 24日、東京グローブ座／大阪シアタードラマシティ）
- さよならバカヤロー（Defrosters、2011年5月11日 - 15日、高田馬場RABINEST）
- バックギャモン・プレイヤード（カムヰヤッセン、2012年2月9日 - 13日、吉祥寺シアター）
- 東京アメリカ（範宙遊泳、2012年7月8日 - 15日／20日 - 23日、こまばアゴラ劇場／G/PIT）
- 磁界（浮世企画、2013年5月17日 - 22日、新宿眼科画廊）
- 青い童話と黒い音楽（ロデオ座ヘヴン、2013年11月20日 - 24日、SPACE 雑遊）
- 死ぬまでに一度でいいから、ロマンス・オン・ザ・ビーチ（20歳の国、2014年10月4日 - 13日、星のホール）
- 文化祭大作戦（20歳の国、2015年10月2日 - 11日、すみだパークスタジオ倉）
- FunIQの浮気を終わらせる3つの方法（FunIQ、2015年12月3日 - 20日、studio BLANZ）
- 背信 | ブルールーム（PLAY/GROUND Creation、2016年1月7日 - 10日、シアター風姿花伝）
- 保健体育B（20歳の国、2016年4月27日 - 5月1日、下北沢駅前劇場）[7]
- いつかエンドロールで（20歳の国、2016年6月15日 - 19日、SPACE 雑遊）[8]
- メッキの星（浮世企画、2017年4月13日 - 18日、SPACE 雑遊）[9]
- アイアム劇団
  - 旗揚げ公演「なんでもしますから赤福を売ってください」（2017年6月18日、座・高円寺2）[10]
  - 再旗揚げ公演「神様、あなたの願いを叶えてあげよう」（2019年2月2日、座・高円寺2）[11]
- バ吾Aコントセレクション「硝子細工の如く」（2017年10月31日 - 11月4日、劇場MOMO）[12]
- 青春超特急（20歳の国、2018年4月19日 - 29日、サンモールスタジオ）[13]
- SHIP（浮世企画、2018年12月4日 - 9日、APOCシアター）
- 芸術家入門の件（ブルドッキングヘッドロック、2019年5月18日 - 26日、吉祥寺シアター）
- No.2（2019年8月22日 - 9月1日、神保町花月）[14]
- How do you survive？#1（2024年10月3日 - 10月5日、ニュー・サンナイ）
- すいているのに相席公演 - 本公演は太字表記。
  - 空いているのに相席（2013年3月18日 - 19日、新宿シアターモリエール）
  - 空いているのに相席2（2014年1月31日 - 2月2日、新宿シアターモリエール）
  - 空いているのに相席反省会（2014年3月1日、新宿ロフトプラスワン）
  - すいているのに相席2.5（2014年7月5日、ルミネtheよしもと）
  - すいているのに相席反省会（2014年8月4日、ネイキッドロフト）
  - すいているのに相席3（2015年2月21日 - 22日、新宿シアターモリエール）
  - すいているのに相席3反省会（2015年3月10日、ネイキッドロフト）
  - すいているのに相席3.21（2015年3月21日、ルミネtheよしもと）
  - すいているのに相席公開打ち上げパーティー（2015年5月11日、ネイキッドロフト）
  - すいているのに相席3.5（2016年1月29日、ルミネtheよしもと）
  - すいているのに相席3.5反省会（2016年2月7日、ネイキッドロフト）
  - すいているのに相席4（2016年5月3日 - 4日、座・高円寺2）
  - すいているのに相席4反省会・表（2016年5月29日、ネイキッドロフト）
  - すいているのに相席5（2017年5月5日 - 6日、野方区民ホール）
  - すいているのに相席5反省会（2017年5月13日、新宿ロフトプラスワン）
  - すいているのに相席5反省会・裏（2017年6月13日、新宿ロフトプラスワン）
  - すいているのに相席'18 決断（2018年7月11日 - 16日、テアトルBONBON）[15]
  - すいているのに相席'18反省会（2018年7月31日、新宿ロフトプラスワン）
  - すいているのに相席 傑作選（2019年8月12日、座・高円寺2）[16]
  - すいているのに相席傑作選反省会（2019年8月26日、新宿ロフトプラスワン）
  - すいているのに相席'19（2019年12月12日 - 15日、シアターグリーン BASE THEATER）[17]
  - すいているのに相席'19反省会&忘年会（2019年12月17日、ネイキッドロフト）
  - すいているのに相席決起集会（2021年7月21日、新宿ロフトプラスワン（オンライン配信））
  - すいているのに相席'22決起集会（2022年5月8日、座・高円寺2）
  - すいているのに相席'22 再会（2022年5月28日 - 29日、座・高円寺2）[18]
  - すいているのに相席'22反省会（2022年6月1日、新宿ロフトプラスワン）
  - 応援上演版「すいているのに相席」（2023年11月24日、武蔵野芸能劇場）
  - すいているのに相席'24開催記念イベント（2024年10月7日、新宿ロフトプラスワン）
  - すいているのに相席'24 感謝（2024年11月28日 - 30日、シアターグリーン BASE THEATER）
  - すいているのに相席'24反省会（2024年12月26日、ニュー・サンナイ）

### ライブ
- 月刊コント浅草号（2014年8月30日、よしもと浅草花月）
- 高佐スタディゲーム（2017年2月14日、新宿ロフトプラスワン）
- 山脇唯スタディ（2017年8月16日、新宿ロフトプラスワン）
- 生SEE MORE（2017年10月5日、ネイキッドロフト）
- 今は亡きアイアム劇団旗揚げ公演上映会（2017年10月16日、新宿ロフトプラスワン）[19]
- 山脇唯の新年会 〜Miss U more!〜（2018年1月4日、新宿ロフトプラスワン）[20]
  - 山脇唯新年会2019（2019年1月4日、新宿ロフトプラスワン）
  - 山脇唯新年会2020（2020年1月6日、新宿ロフトプラスワン）
  - 山脇唯新年会2021（2021年1月4日、新宿ロフトプラスワン（オンライン配信））
  - 山脇唯の新年会2022（2022年1月5日、新宿ロフトプラスワン）
- 第1回アイアム映画祭（2018年1月29日、座・高円寺2）[21]
  - 「アイアム映画祭」振り返り会（2018年2月25日、新宿ロフトプラスワン）
  - 第二回アイアム野田映画祭（2020年10月31日、座・高円寺2）
- アイアム野田単独3〜並行世界のこどもの日（2018年5月5日、座・高円寺2）
- lyrical school minanスタディゲーム（2018年6月11日、新宿ロフトプラスワン）
- オール野田感謝祭、第1回モノボケの岩杯「モノボケチーム対抗戦」（2018年10月20日、座・高円寺2）
- 山脇唯単独公演（パーティー）「放課後なんかいらん」（2018年11月11日、座・高円寺2）
- lyrical school yuuスタディゲーム（2018年11月29日、新宿ロフトプラスワン）
- アイアム劇団再旗揚げ公演反省会（2019年3月4日、ネイキッドロフト）
- 朗読オムニバス〜洗いかけの洗濯物〜（2019年4月30日、座・高円寺2）
- トークライブ de 全国制覇 栃木県編（2019年6月12日、live space anima）
- メトロンズ第2回公演「ミスタースポットライト」（声の出演）（2021年10月6日 - 10日、赤坂RED/THEATHER）
- オフィス石川忘年会（2021年12月3日、新宿ロフトプラスワン）

### 映画
- 都会の夢（2009年）[22]
- 曲がれ!スプーン（2009年）
- カサブランカの探偵（2013年）
- 松竹リモート映画祭「やさしい匂い」声の出演（監督：森野継偉、2020年）

### テレビ
- デザインあ（NHK Eテレ、2011年 - ） - 「はせる」「シンプルマーク」のコーナーの声を担当[23]
- アクティブ10「プロのプロセス」オンラインでの会話のしかた（NHK Eテレ、2021年11月2日）

### テレビCM
- クリニカアドバンテージ＋ホワイトニング「欲張りなご主人」（声の出演）

### ラジオCM
- 東京ガス「味噌汁篇」「土下座篇」「才能篇」「東京篇」「恩返し篇」「連続ドラマ ごはん」「心の声」「ピアノの発表会」「料理教室」「学ばない」「お父さんの仕事」

- 三協フロンテア「結婚式の手紙篇」「領収書篇」「作文篇」
- 森ビル「災い篇」「東京クッキング篇」「逃げろ篇」「未来から篇」「聞こえてくる篇」
- スポーツクラブNAS「OTO篇」「男女篇」「身分証篇」
- TOKYO FM「ヒューマンコンシャス オフィス篇」
- 日本郵政グループ「オーレ！篇」
- NTT docomo「閉店篇」「例えたがり篇」「入りたい篇」「ノリツッコミ篇」
- NTT docomo 関西
- Netflix「熱い説得篇」
- 第一三共ヘルスケア（ミノン）
- 大塚製薬（カロリーメイト）
- Spotify
- 中央軒

### コミュニティFM
- 宇都宮コミュニティメディア

### Web番組
- NICO Touches the Walls「ニコじゃん!」（進行役：女子アナさん）

### WebCM
- サブウェイ「オーダーメイド彼氏篇」
- シルチカ「コンタクトの赤ずきんちゃん篇」

### 映像作品
- Short Film『夫のうた』「ルール」「熟成」（監督：髙島夏来、2020年）

### ナレーション
- 山内総一郎 1st Album「歌者 -utamono-」初回生産限定盤 特典映像『History of “歌者 -utamono-』

## DVD
以下、ヨーロッパ企画作品
- EUROPE DVD #4「12人の追い抜けないアキレス」
- EUROPE DVD #5「平凡なウェーイ」
- EUROPE DVD #6「Windows5000」
- EUROPE DVD #7「ブルーバーズ・ブリーダーズ」
- EUROPE DVD #9「ジェントルメンクラブ『ゴルフ』」
- EUROPE DVD #10「冬のユリゲラー」
- EUROPE DVD #11「衛星都市へのサウダージ」
- EUROPE DVD #12「火星の倉庫」
- EUROPE DVD #14「ヨーロッパ企画の町内会ディスコ」
- EUROPE DVD #15「ボス・イン・ザ・スカイ」
- EUROPE DVD #16「第5回ショートショートムービーフェスティバル作品集」
- EUROPE DVD #17「第6回ショートショートムービーフェスティバル作品集」
- EUROPE DVD #18「ヨーロッパ企画の数打っていこう」
- EUROPE DVD #19「ロベルトの操縦」
- ポニーキャニオン「曲がれ！スプーン（舞台版）」
- パルコ「芝浦ブラウザー」

## その他

### 脚本・演出
- ロディ・ミュージカル（舞台、2010年／2012年）
- FLY！平凡なキセキ（映画、2012年）
- こどもミュージカルどりーみんぐ定期公演
  - 第22回定期公演「ニンニンドロン！」（2015年）
  - 第23回定期公演「ゆめとめざめとそのむこう」（2016年）
  - 第25回定期公演「ワラワンダホーワー」（2018年）
  - 第27回定期公演「もじゃ～小さな革命編～」（2020年）
  - 第28回定期公演「ワンダーランド!!」（2021年）
  - 30周年記念公演「Dream cube」（2023年）
  - 第31回定期公演「ニンニンドロン！R」（2024年）
- 「いちご一会とちぎ国体・とちぎ大会－文化プログラム」県主催特別企画事業　ミュージカル「しもつけ王国物語」（2022年）

### 監督
- アルファがベータをイプシロン（映画、2010年9月、京都シネマ）
- 世界の中心でアイアムを叫ぶのだ（映画、2018年1月29日、座・高円寺2）
- ダノ先生の、おいしい人生のつくりかた（原題・tasty life）（映画、2020年10月31日、座・高円寺2）

### ライティング
- のくらし（Webマガジン）

### YouTube
- Party Club Ponpoco「ポンポコパーティクラブ絵本」（作・声）